# Varohios topianus
Varohios topianus is een vlokreeftensoort uit de familie van de Neomegamphopidae. De wetenschappelijke naam van de soort werd in 1979 voor het eerst geldig gepubliceerd door Jerry Laurens Barnard.